# Ghemical
Ghemical  — це пакет програм з обчислювальної хімії, написаний на C++ мові програмування, і поширюється за ліцензією GNU General Public License. Програма має графічний інтерфейс, заснований на GTK+2 і підтримує квантово-механічні та молекулярні механічні моделі, з оптимізацією геометрії, молекулярної динаміки, а також великий набір інструментів візуалізації. Ghemical покладається на зовнішній код, щоб забезпечити квантово-механічні розрахунки — MOPAC забезпечує напівемпіричні методи MNDO, MINDO, AM1 і PM3, а MPQC на основі розрахунків Гартрі — Фока.
Хімічна експертна система, основана на Open Babel, яка забезпечує базову функціональність, таку, як типи атомів, генерацію ротамерів, а також імпорт та експорт різних форматів хімічних файлів.